# Denel AH-2 Rooivalk
Denel AH-2 Rooivalk (Rooivalk je v afrikánštině označení druhu poštolky) je dvoumístný dvoumotorový bitevní vrtulník zkonstruovaný jihoafrickou společností Denel Aviation s využitím konstrukčních a dynamických komponentů typu Atlas Oryx.

## Vývoj
Vývoj vrtulníku byl zahájen roku 1984 v reakci na dlouhou válku mezi JAR a Angolou. Vývoji napomohly technologické demonstrátory Atlas XH-1 Alpha a XTP-1 Beta. Prototyp vzlétl v únoru 1990. Po úspěšných zkouškách bylo postaveno 12 sériových strojů pro jihoafrické letectvo (jeden byl zničen při havárii). Zbylé byly modernizovány na standard  AH-2F Zahraniční zájemce pro AH-2 se nenašel.

## Specifikace (AH-2F)

### Technické údaje
- Posádka: 2 (pilot a střelec)
- Délka trupu: 16,39 m
- Průměr nosného rotoru: 15,58 m
- Výška s vyrovnávacím rotorem: 5,19 m
- Hmotnost prázdného stroje: 5730 kg
- Maximální vzletová hmotnost: 7500 kg
- Pohonná jednotka: 2× turbohřídelový motor Turbomeca Makila 1K2
- Výkon pohonných jednotek: 1420 kW

### Výkony
- Maximální rychlost: 309 km/h
- Cestovní rychlost: 278 km/h
- Statický dostup: 2600 m
- Dynamický dostup: 6100 m
- Dolet: 740 km

### Výzbroj
- 6 závěsníků pro 2032 kg výzbroje
- 1× 20mm kanón F2